# Березуйки
Березуйки (бел. Беразуйкі) — деревня в Мстиславском районе Могилёвской области Белоруссии. Входит в состав Красногорского сельсовета.

## География
Деревня находится в северо-восточной части Могилёвской области, в пределах Оршанско-Могилёвской равнины, к северу от реки Чёрная Натопа, на расстоянии примерно 12 километров (по прямой) к югу от Мстиславля, административного центра района. Абсолютная высота — 166 метров над уровнем моря. К востоку от населённого пункта проходит республиканская автодорога Р15.

## История
Упоминается в 1758 году как деревня во Мстиславском воеводстве Великого княжества Литовского.
Согласно «Списку населенных мест Могилёвской губернии» 1910 года издания населённый пункт входил в состав Березуйковского сельского общества Малятичской волости Чериковского уезда Могилёвской губернии. В деревне имелось 90 дворов и проживало 708 человек (352 мужчины и 356 женщин).
До 2017 года Березуйки входило в состав ныне упразднённого Селецкого сельсовета.

## Население
По данным переписи 2009 года, в деревне проживало 46 человек.